# Peter Bankwitz
Peter Bankwitz (* 15. Juni 1931 in Hohenleipisch, Kreis Liebenwerda, Provinz Sachsen; † 23. Juni 2013 in Potsdam) war ein deutscher Geologe und Hochschullehrer.

## Leben

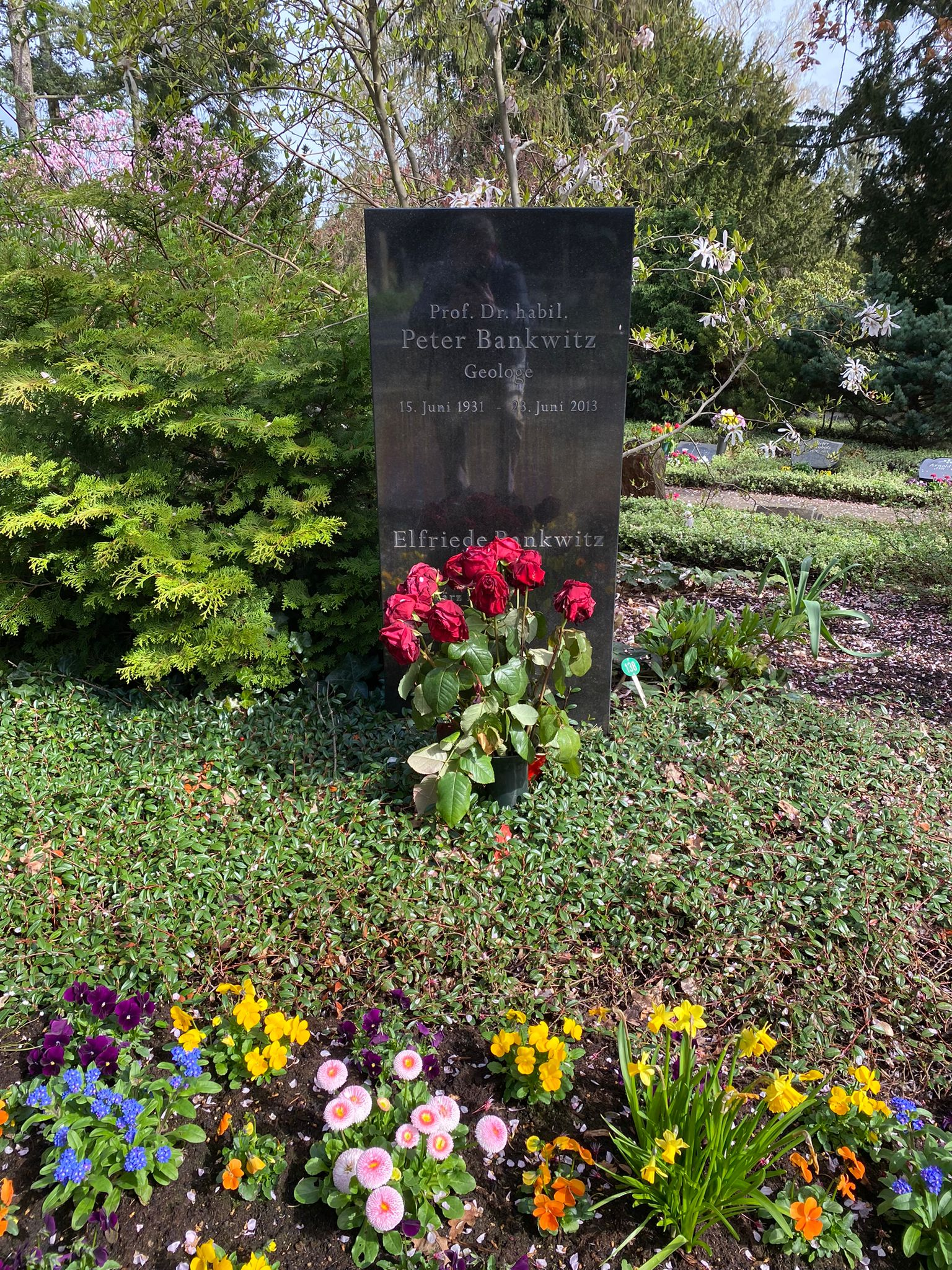
Grabstätte auf dem Neuen Friedhof Potsdam

Nach dem Studium der Geologie an der Humboldt-Universität zu Berlin wurde Bankwitz 1957 mit seiner Arbeit „Zur Geologie des Kontakts am Thüringer Hauptgranit“ promoviert. 1959 wurde wissenschaftlicher Mitarbeiter des Geotektonischen Instituts der Akademie der Wissenschaften der DDR. Nach der Akademiereform 1968/69 wechselte er ins Zentralinstitut für Physik der Erde (ZIPE) der Akademie der Wissenschaften, habilitierte sich dort 1980 mit seiner Arbeit „Form und Genese von Rupturen als Ausdruck der Aktivität der Erdkruste“ und wurde Leiter der Abteilung für Grundgebirge.
1982 wurde Bankwitz zum Professor für Geologie am Zentralinstitut für Physik der Erde berufen und übernahm 1986 die Leitung des Bereiches Geologie. 1988 wurde er korrespondierendes Mitglied der Akademie der Wissenschaften der DDR. 1990 wurde er zum Mitglied des wissenschaftlichen Rates des Zentralinstituts für Physik der Erde gewählt und war bis zu seinem Ruhestand 1996 am Aufbau des GeoForschungsZentrums (GFZ) in Potsdam beteiligt. 1997 wurde Bankwitz Mitglied der Leibniz-Sozietät. Er lebte bis zu seinem Tod in Potsdam und wurde dort auf dem Neuen Friedhof beigesetzt.

## Werk
Bankwitz' Arbeit widmete sich den Bereichen Bau und Entwicklung der Mitteldeutschen Kristallinzone, Gesteinsdeformation in Phyllitgebieten, Genese von Rupturen, Tiefenseismik und weiteren geologische Arbeiten mit Bedeutung für die Beurteilung des Untergrundes von Talsperren, die Metallogenie des Erzgebirges, die Tektonik im Werra-Kaligebiet und geologische Fernerkundungsmethoden. Bankwitz publizierte etwa 500 wissenschaftliche Veröffentlichungen, über 300 wissenschaftliche Berichte und hielt über 700 wissenschaftliche Vorträge. Seine Ehefrau Elfriede Bankwitz war, zunächst als technische Assistentin, später als Diplom-Geologin, auch seine wissenschaftliche Partnerin. Unter anderem schrieb er für die Zeitschrift für Geologische Wissenschaften (ZGW).

## Ehrungen
- Abraham-Gottlob-Werner-Medaille (1979)
- Friedrich-Stammberger-Preis für Geologie (1981)
- Nationalpreis der DDR für Wissenschaft und Technik, 3. Kl. (1984)
- Serge-von-Bubnoff-Medaille (1987)
- Ehrenmitgliedschaft Gesellschaft für Geowissenschaften (2002)